# Макон
 Тази статия е за града във Франция.  За едноименното селище в Белгия вижте Макон (Белгия).  За окръга вижте Макон (окръг).
Мако̀н (на френски: Mâcon) е град във Франция.

## География
Град Макон се намира в департамент Сон е Лоар в Източна Франция, на регион Бургундия-Франш Конте. Главен административен център е на департамента Сон е Лоар. По-голямата част от града е разположена на десния бряг на река Сона. В югоизточния край на града в Сона се влива нейният ляв приток, река Вейл (Veyle). Той е транспортен и жп възел. Отстои на 65 км от Лион и на 400 км от Париж. Население 33 427 жители по данни от 1 януари 2016 г.

## История
Град Макон е основан през 3 век.
През IX век Макон е център на графство, графовете на което от втората четвърт на X век признават сюзеренитета на херцозите на Бургундия. Графството просъществува до 1239 година, когато графиня Алис дьо Макон го продава на краля на Франция.
През 1789 година градът става префектура на департамент Сона и Лоара.

## Архитектура
Архитектурата на Макон е съчетание от средновековни сгради и съвременно строителство. В централната част на града са запазени всички исторически сгради. В южната част на града, на източния бряг на река Сона, има нов модерен жилищен комплекс от жилищни блокове.

## Архитектурни забележителности
- Катедралата „Сен Венсан“, построена така, че погледната от небето има уникалния вид на голям християнски кръст. Кръстът представлява самия покрив, оформен само от начина на подреждане на тъмнокафявите цигли съчетани с бели прави линии.
- Музеят на Ламартин
- Сградата на театъра и операта
- Мостът „Сен Венсан“
- Църквата „Сен Пиер“
- Археологическото място „Сен Клеман“

## Икономика
Основен отрасъл в икономиката на Макон е винопроизводството. Други отрасли са речния транспорт и металургията.

## Спорт
Град Макон е бил три пъти домакин на финален етап от Колоездачната обиколка на Франция
- 1991 г.
- 2002 г.
- 2006 г. На 21 юли в града финишира 18-ия етап. Победител е италианеца Матео Тозато

## Личности
Родени
- Люси Обрак (1912 – 2007), френска учителка по история, участничка в Съпротивата
- Алфонс дьо Ламартин (1790 – 1869), френски поет, публицист и политик
- Клод Луи Матийо (1783 – 1875), френски математик и астроном
- Антоан Гризман (р. 1991), френски футболист.

## Побратимени градове
- Алкасар де Сан Хуан, Испания от 15 март 1980
- Егер, Унгария от 11 май 1985
- Крю, Англия от 1957
- Леко, Италия от 1973
- Мейкън, Джорджия, САЩ от 1972
- Нантуич, Англия от 1957
- Нойщат ан дер Вайнщрасе, Германия от 26 юни 1956
- Оверейсе, Белгия от 28 август 1960
- Пори, Финландия от 11 май 1990
- Санто Тирсо, Португалия от 20 юни 1992
- Шумен, България